# San Isidro Buenavista
San Isidro Buenavista är en ort i Mexiko.   Den ligger i kommunen Santa María Peñoles och delstaten Oaxaca, i den sydöstra delen av landet, 300 km sydost om huvudstaden Mexico City. San Isidro Buenavista ligger 2 237 meter över havet och antalet invånare är 282.
Terrängen runt San Isidro Buenavista är lite bergig. Runt San Isidro Buenavista är det glesbefolkat, med 16 invånare per kvadratkilometer. Närmaste större samhälle är San Miguel Peras, 6,5 km sydost om San Isidro Buenavista. I omgivningarna runt San Isidro Buenavista växer huvudsakligen savannskog.